# Labudovo Brdo
Labudovo Brdo (in serbo Лабудово брдо?) è un quartiere urbano della capitale serba di Belgrado. Si trova nel comune di Rakovica a Belgrado.

## Posizione
Labudovo Brdo si trova nella parte centrale del comune, sull'omonima collina, e confina a nord con i comuni di Rakovica, a ovest con Straževica e a sud con Petlovo Brdo e Kijevo. Il quartiere si estende dalla via della Liberazione e dal fiume Topčiderka a est fino alla "Ibarska magistrala" a ovest.

## Caratteristiche
Il nome della collina e del quartiere, Labudovo Brdo, in serbo significa "collina del cigno". Il nome della collina apparve dopo il 1950.
Il quartiere è lodato per il suo design architettonico, come "struttura di ordine superiore". Viene descritto come un complesso urbano non seriale di successo, simile al quartiere di Čukarica di Julino Brdo.

## Storia
Il quartiere cominciò ad essere costruito negli anni '60 del XX secolo tra gli insediamenti Vidikovac e Petlovo brdo. Quasi tutti gli edifici a Labudovo Brdo sono edifici residenziali costruiti in gruppi in modo che ogni gruppo formi una parte separata dell'insediamento (i cosiddetti edifici gialli, blu, rossi e verdi). Negli ultimi anni è in aumento la costruzione di edifici senza un’adeguata regolamentazione urbanistica e stilistica, che mette a repentaglio in modo significativo la visione originaria degli architetti riguardo all’aspetto dell’insediamento.

## Società

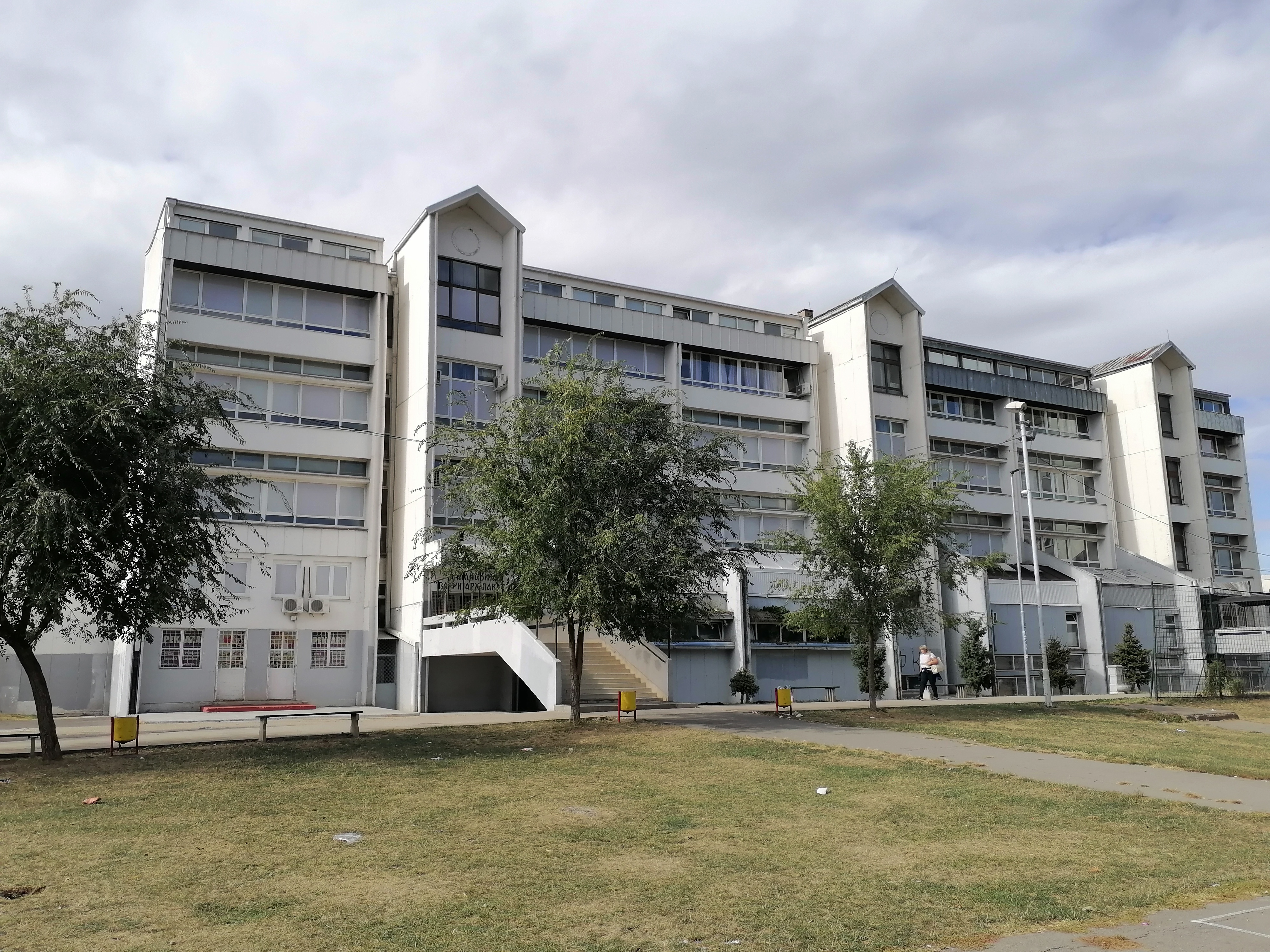
Osnovna škola „14. oktobar“ (Scuola elementare "14 ottobre").

Nell'area, pur essendo prevalentemente residenziale, sono presenti alcuni impianti industriali (fabbrica di abbigliamento Rudnik) e una popolazione di 11.647 abitanti, secondo il censimento del 2002.
Il grande edificio della scuola elementare "14 ottobre" fu costruito tra il 1976 e il 1979, quando contava 3.000 alunni. Nel 2022, quel numero è sceso a 1.300. Oltre alla scuola elementare, sono presenti il Ginnasio "Patriarca Pavle", nonché la scuola di musica "Davorin Jenko". 

## Sport
Tra i club sportivi ci sono il KK Liks, l'FC Labudovo Brdo, il bocce club "Lasta", il pallavolo club "Libero" e l'OFK Carioca.

## Trasporti
Labudovo Brdo si trova accanto all'Ibarska Magistrala, che costituisce il principale collegamento con il territorio interno di Belgrado ed è dotata di una buona infrastruttura di trasporto. Era in programma la costruzione della tangenziale di Belgrado, dove è previsto, secondo i progetti, il transito accanto al quartiere. Labudovo Brdo è attraversato da diverse linee di trasporto pubblico.